# Leopold von Ranke
Leopold von Ranke (21 de desembre de 1795 - 23 de maig de 1886), fou un historiador alemany, un dels més importants historiadors del segle xix i considerat comunament com el pare de la historiografia científica.

## Biografia
Ranke va néixer a Wiehe, per aquell temps del regne de Prússia, avui Unstrut, a l'estat de Thuringia, Alemanya.
Va ser educat a casa i a l'Institut de Schulpforta, mentre era nen va demostrar un acostament a les cultures clàssiques, al grec, al llatí, però a més també a l'Església Luterana. Ranke durant tota la seva vida va apreciar aquests coneixements. El 1814, Ranke entra a la Universitat de Leipzig, on estudia els Clàssics i Teologia. A Leipzig, es converteix en expert de la filologia i en la traducció d'autors clàssics al llatí.

## Historiografia

### Influència de Walter Scott
Les circumstàncies que el porten a la Història són personals. Es desperta el seu interès per les novel·les històriques de Walter Scott, inventor d'aquest gènere. Scott escriu Waverley en 1814, al final de les Guerres Napoleòniques. La història en aquesta obra no és el teló de fons, sinó la protagonista. El novel·lista intenta recrear el passat, reconstruint el conflicte entre anglesos i escocesos. Aquest gènere va calar molt i va ser imitat, tenint molts èxits. Ranke llegeix aquestes novel·les i es queda fascinat, i se li ocorre llegir coses del passat real, per saber si el passat era realment així, descobrint per si encara més fascinant.

### Influència de Niebuhr

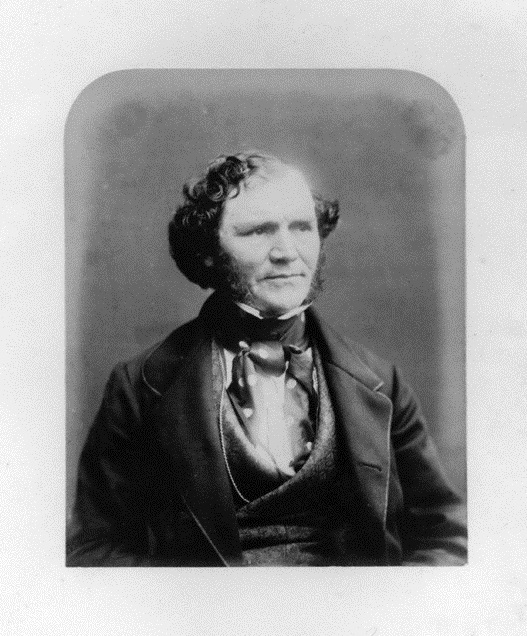
Von Ranke als anys 1850.

L'obra de Barthold Georg Niebuhr, 1776-1831, va inspirar a Ranke, ja que va ser l'inventor del que Ranke posteriorment va fer. Va dur a terme la reforma agrària a Prússia, ja que aquest país es trobava en un sistema feudal i ell el va conduir fins a una modernització, Barthold Georg Niebuhr és l'encarregat de realitzar-la, en la seva solució s'interessa per la història i intenta esbrinar com es porta a terme la reforma agrària romana, per després aplicar-la a la seva i també analitza les reformes, de manera que va als historiadors romans (Titus Livi) arribant a la conclusió que aquest mètode no era fiable, de manera que va als documents contemporanis, i aplicant el mètode filològic.
A conseqüència d'aquest estudi escriu una història romana, en què el primer que intenta és reconstruir el que va passar basant-se en documents de l'època, però, tot i que no posseïa les mateixes qualitats historiogràfiques de Ranke, la seva tasca inaugura el mètode que Ranke va a portar a la seva màxima esplendor en dates posteriors.

### Història historicista

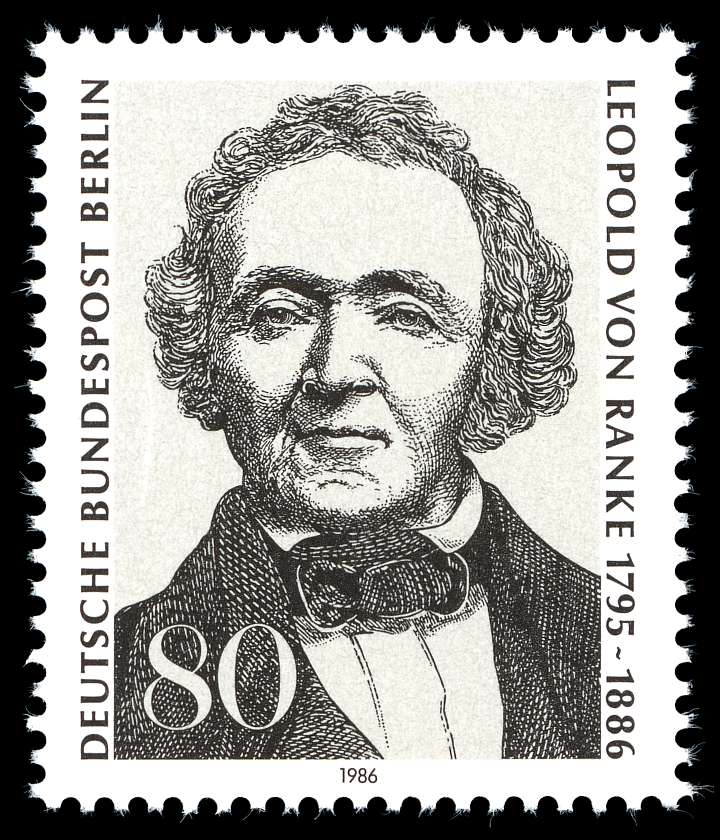
Segell postal alemany de 1986.

L'any 1824 Ranke publica Història dels Pobles Romans i Germànics (1494-1514). Aquest és el primer llibre del tipus d'història historicista, i va a incloure el programa ideològic d'aquesta nova història, el contingut analitza un conflicte entre la monarquia francesa i l'espanyola pels territoris d'Itàlia, la tesi de Ranke és que Europa sorgeix com el conflicte entre els pobles romànics i els germànics.
L'important del llibre és el mètode, l'enfocament que dona a l'assumpte. Per això publica un apèndix on exposa els seus mètodes, alhora que critica els autors anteriors que havien escrit sobre aquesta història, per exemple a Francesco Guicciardini, que en la seva Història de Florència fa alguna cosa que és insostenible, que és recórrer a la novel·la, ja que Ranke creu que cal acudir als documents per saber amb seguretat el que havia passat (Ranke es basa per a aquest llibre en els informes dels ambaixadors venecians).
Ranke obté un reconeixement immediat i és nomenat per ocupar la càtedra de la universitat de Berlín i se'l considera com el gran mestre de la Història d'Alemanya i servirà com a punt de referència per a tothom; l'obra completa abasten 54 volums i en elles parla de la història de Prússia, d'Anglaterra i dels Papes, però no escriu una història universal, Ranke porta a terme un ensenyament partint del mètode dels seminaris, en què adoctrina historiadors que treballen colze a braç sota el mestratge de Ranke. Era per a la mentalitat epistemològica de l'època Alemanya un centre obligat de formació històrica.

### Postulats de Ranke
No ha d'existir una teoria històrica, amb esquemes previs que imposi sobre el passat, com es feia anteriorment. Ranke diu que sigui el passat el que parli, l'historiador no té boca. Posa de manifest un mètode: el filològic, que consisteix en el recurs als documents.
La seva història té un component religiós, Ranke va ser un home a qui li interessava la història perquè creia que era un vehicle per trobar Déu (considerava que tenia una presència a la història com cristiana, que donés sentit a aquesta). Ranke creu que Déu està en els mateixos fets de la història sempre que es deixa parlar a la pròpia història, la història és una mena de jeroglífic diví que si es reconstrueix es pot veure la presència divina en la història.

## Metodologia i crítica
En el nucli del seu mètode, Ranke no creia que les teories generals poguessin tallar el temps i l'espai. En canvi, va fer declaracions sobre l'època utilitzant cites de fonts primàries, dient: «La meva comprensió de les 'idees líders' és simplement que són les tendències dominants en cada segle. No obstant això, aquestes tendències només es poden descriure; no poden, en l'últim recurs, es resumeix en un concepte». Ranke es va oposar a la filosofia de la història, particularment tal com la practicava Hegel, al·legant que Hegel ignorava el paper de l'agència humana en la història, que era massa essencial per ser caracteritzat a través d'una sola idea o una paraula o circunscrit per un concepte. Aquesta manca d'èmfasi en la unificació de teories o temes va portar a Rudolf Haym a denigrar les seves idees com l'insensat de l'empirista. Al segle xix, l'obra de Ranke va ser molt popular i les seves idees sobre la pràctica històrica es van convertir gradualment en dominants en la historiografia occidental. No obstant això, va tenir crítiques entre els seus contemporanis, incloent Karl Marx, un antic hegelià, que va suggerir que Ranke es va dedicar a algunes de les pràctiques que va criticar en altres historiadors.
Ranke va començar el seu primer llibre amb l'afirmació a la introducció que mostraria la unitat de les experiències de les nacions teutòniques d’Escandinàvia, Anglaterra i Alemanya i de les nacions llatines d’Itàlia, Espanya i França a través de les grans respiracions de la Völkerwanderung (gran migració), les croades i la colonització que, segons Ranke, van unir totes les nacions per produir la civilització europea moderna. Malgrat la seva declaració inicial, Ranke va tractar en gran part totes les nacions examinades per separat fins a l'esclat de les guerres pel control d'Itàlia a partir de 1494. No obstant això, el llibre es recorda millor pel comentari de Ranke: «A la història se li ha assignat l'ofici de jutjar el passat, d'instruir el present en benefici de les edats futures. A aquests alts càrrecs aquest treball no aspira: només vol mostrar què va passar realment (wie es eigentlich gewesen eigentlich gewesen)». Declaració de Ranke que la història hauria d'abraçar el principi de wie es eigentlich gewesen (que significa com eren les coses realment) va ser posteriorment presa per molts historiadors com el seu principi rector. Hi ha hagut molt debat sobre el significat precís d'aquesta frase. Alguns han argumentat que l'adhesió al principi de wie es eigentlich gewesen significa que l'historiador hauria de documentar els fets, però no oferir cap interpretació d'aquests fets. Seguint Georg Iggers, Peter Novick ha argumentat que Ranke, que era més romàntic i idealista del que entenien els seus contemporanis nord-americans, volia dir que l'historiador havia de descobrir els fets i trobar les essències darrere d'ells. Sota aquesta visió, la paraula eigentlich s'hauria de traduir com essencialment, l'objectiu és mostrar què va passar essencialment. Ranke va continuar escrivint que l'historiador ha de buscar el Sant jeroglífic que és la mà de Déu a la història, mantenint un ull per a l'universal mentre es troba plaent en allò particular.
Tot i que els mètodes de Ranke segueixen sent influents en la pràctica de la història, les seves idees més àmplies d’historiografia i empirisme són ara considerades per alguns com obsoletes i ja no creïbles. Van dominar els historiadors fins a mitjans del segle xx, quan van ser desafiats per EH Carr i Fernand Braudel. Carr es va oposar a les idees de Ranke sobre l'empirisme com a ingènues, avorrides i antiquades, dient que els historiadors no només informaven dels fets; trien quins fets fan servir. L'enfocament de Braudel es basava en l’histoire problème. Remarcant el llegat de la dicta de Ranke que els historiadors haurien de representar el passat wie es eigentlich gewesen (com era en realitat), Walter Benjamin va escriure de manera mordaç que representava el narcòtic més fort del segle [XIX].

## Obra
Ranke va posar èmfasi en la narració històrica, introduint idees com la confiança en fonts primàries, un èmfasi en la història narrativa i especialment política i internacional (ussenpolitik), i un compromís per escriure història com realment va ser (wie es eigentlich gewesen ist).
Començant amb el seu primer llibre, la Història dels pobles llatins i germànics de 1494-1514, Ranke va fer un ús extraordinàriament ampli de fonts per a un historiador de l'època, incloent memòries, diaris, cartes, les expedicions diplomàtiques i de testimonis de primera mà de testimonis oculars. En aquest sentit es va basar en les tradicions de la filologia, però va donar èmfasi a documents mundans en lloc de la literatura vella i exòtica.
En 1834-36 publica Història dels Papes, un valuós estudi del Papat i els seus representants en l'edat moderna, d'ençà el segle xv a la primera meitat del XIX. Considerada en extrem crítica i substancialment escèptica, va ser contestada àmpliament des de la historiografia catòlica del moment, especialment per l'historiador Ludwig von Pastor i la seva monumental Història dels Papes des de fins de l'edat mitjana.
Al centre del seu mètode, Ranke no va creure en les teories generals que poguessin tallar el temps i espai. En canvi, va parlar que l'aproximació al temps històric es feia per fonts primàries.
Sobre la possibilitat de lleis que dirigissin la història, va dir no saber d'elles i que preferia quedar-se amb un empirisme de tonto.

### Obra seleccionada
- Geschichte der romanischen und germanischen Völker von 1494 bis 1514 (1824); t. II : Zur Kritik neuerer Geschichtschreiber
- Fürsten und Völker von Süd-Europa im sechzehnten und siebzehnten Jahrhundert
- Histoire de la révolution serbe (Die serbische Revolution) (1828)
- Die römischen Päpste in den letzen vier Jahrhunderten, (1834-1836)
- Deutsche Geschichte im Zeitalter der Reformation (1845-1847)
- Neun Bücher preußischer Geschichte (1847-1848)
- Französische Geschichte, vornehmlich im sechzehnten und siebzehnten Jahrhundert (1852-1861)
- Englische Geschichte, vornehmlich im sechzehnten und siebzehnten Jahrhundert (1859-1869)
- Die deutschen Mächte und der Fürstenbund (1871-1872)
- Ursprung und Beginn der Revolutionskriege 1791 und 1792 (1875)
- Hardenberg und die Geschichte des preußischen Staates von 1793 bis 1813 (1877)